# Walther Müller
Walther Müller, född 6 september 1905, död 4 december 1979, var en tysk fysiker, troligen mest känd för sin förbättring av Geiger–Müllerröret som utvecklades tillsammans med Hans Geiger.